# Journal of Surfactants and Detergents
Das Journal of Surfactants and Detergents, abgekürzt J. Surfactants Deterg., ist eine wissenschaftliche Fachzeitschrift, die vom Springer-Verlag im Auftrag der American Oil Chemists' Society veröffentlicht wird. Die Zeitschrift erscheint mit vier Ausgaben im Jahr. Es werden Artikel veröffentlicht, die sich mit petrochemischen Surfactants, Seifen und Detergenzien beschäftigen.
Der Impact Factor lag im Jahr 2014 bei 1,685. Nach der Statistik des ISI Web of Knowledge wird das Journal mit diesem Impact Factor in der Kategorie angewandte Chemie an 28. Stelle von 72 Zeitschriften, in der Kategorie physikalische Chemie an 90. Stelle von 139 Zeitschriften und in der Kategorie chemische Ingenieurwissenschaft an 56. Stelle von 135 Zeitschriften geführt.